# Korg
För andra betydelser, se Korg (olika betydelser).

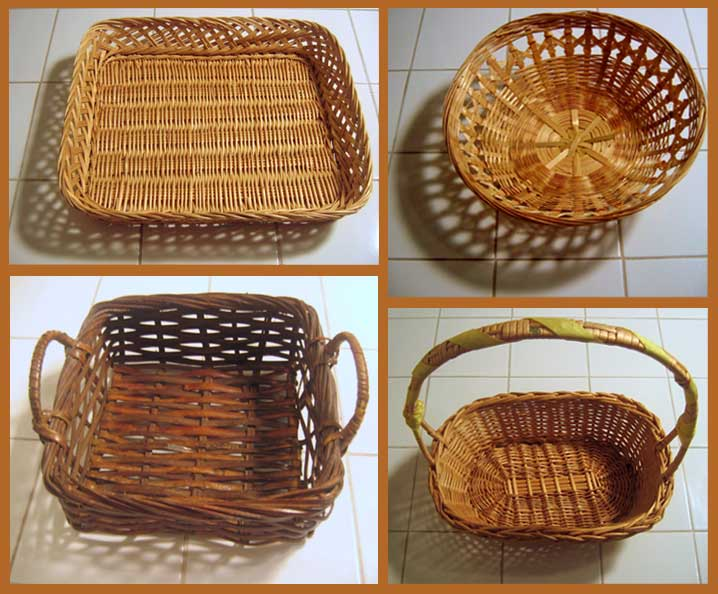
Fyra typer av korgar.

En korg är en flätad behållare som används för förvaring och transport. Vanligen är korgar gjorda av naturmaterial, till exempel bark, näver eller rotting. De kan användas till förvaring av bröd, frukt (fruktkorg), svampar eller vid picknick. Större, bäddade korgar kan även användas som sovplats till husdjur. 
Korgar kan också tillverkas av plåt och tjockare tråd i metall samt plast. Cykelkorg är ett exempel. Det finns även plastkorgar som har fått sin form av en annan teknik, till exempel de formgjutna kundkorgar som är vanliga i dagligvaruhandeln.
På finlandssvenska benämns ölback ölkorg.